# Memecylon obscurinerve
Memecylon obscurinerve är en tvåhjärtbladig växtart som beskrevs av Elmer Drew Merrill. Memecylon obscurinerve ingår i släktet Memecylon och familjen Melastomataceae. Inga underarter finns listade i Catalogue of Life.